# 秦城古城址
秦城古城址，又称秦城遗址，位于天津市宝坻区钰华街道辛务屯路南，宝坻寝园旁，兴建于战国晚期，面积达50多万平方米，形状不规则，在城门外修建的曲尺形城墙，见于甘肃居延甲渠侯官遗址，无疑具有早期瓮城的性质。城墙顶上和城墙一体的土埂，可视为早期女墙的雏形。明清时，被称为宝坻八景之一的“秦城烟柳”所在地。

## 发掘历史
此城于县志称秦城，《读史方舆纪要》记“相传秦始皇并燕，筑城置戍”。唐人李益在诗中也提到秦城的名字，说明“秦城”之称由来已久。为划定保护范围，1977年进行了钻探。重点钻探四面城垣外50米的范围，发现尚存的北、东、南三面城垣中段都有缺口，缺口外有近似方形的夯土遗迹，与城垣相连。城内主要有战国时期和汉代以后的遗存，文化堆积较薄。1989年秋和1990年又对该城进行试掘，共开4×4米探方 45个，2×4米或 2×24米探沟53个，加上扩方，共发掘面积约1200平方米。解剖了四面城墙断面、两个城门口，了解了城内文化堆积状况，并发现夯土台基2座，灰坑1个，不同时期的儿童瓮棺葬47座，土坑木椁墓8座。

## 相关诗词
秦城烟柳
庄襗
何代英雄事已磨，尚遗废垒枕荒坡。
几回隔陇闻樵唱，尤似当年奏凯歌。
漠漠淡烟秋色老，萧萧落木雨声多。
行人不必重回首，渭水咸阳事若何？
调寄柳梢青
洪肇楙
兴筑何年？荒原一片，遗垒萧然。
唐代龙旗，金时凤辇，往事空传。
青青杨柳堤边，送不尽秋风逝川。
吊古攀今，斜阳衰草，老树寒烟。